# 린토시테시구레
린토시테시구레(일본어: 凛として時雨, Ling Tosite Sigure)는 2002년 사이타마현에서 결성한 남녀 트윈 보컬인 쓰리피스 록 밴드이다. 약칭은 시구레